# André Gaudin
André Gaudin (30. november 1874 - ukendt dødsdato) var en fransk roer.
Gaudin vandt sølv i singlesculler ved OL 1900 i Paris, første gang nogensinde singlesculler var på det olympiske program. I finalen blev han besejret af landsmanden Hermann Barrelet, mens Saint George Ashe fra Storbritannien fik bronze.

## OL-medaljer
- 1900:  Sølv i singlesculler